# UD Cassà
UD Cassà is een Spaanse voetbalclub uit Cassà de la Selva in Catalonië. De club heeft als thuisstadion het Estadi Municipal de Cassà de la Selva en UD Cassà speelt in de Tercera División Grupo 5.

## Geschiedenis
UD Cassà werd opgericht in 1946. Het merendeel van haar geschiedenis was het actief in de amateurdivisies. In het seizoen 2007/2008 speelde de club voor het eerst in de Tercera División nadat UD Cassà als kampioen van de Primera Divisió Catalana was gepromoveerd.
CD Banyoles ·
UE Castelldefels ·
Cerdanyola del Vallès FC ·
CE Europa ·
UE Figueres ·
Girona FC B
FE Grama ·
EC Granollers ·
UA Horta ·
CF Igualada ·
CE Manresea ·
CF Montañese ·
CF Peralada ·
Pobla de Mafumet CF ·
CP San Cristóbal
UE Sant Andreu ·
Santfeliuenc FC ·
UE Sants ·
Terrassa FC ·
UE Valls ·
FC Vilafranca ·
UE Vilassar de Mar